# پادشاهی سیماشکی

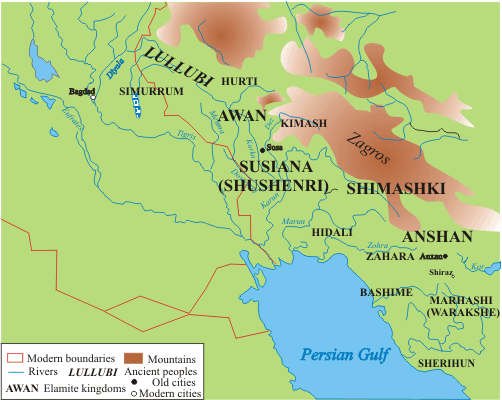
محدوده قلمرو پادشاهی سیماشکی

پادشاهی سیماشکی یا پادشاهی شیمشکی یکی از دودمان‌های ایلام باستان در میان سال‌های ۲۰۳۰ تا ۱۹۷۰ پیش از میلاد، در جنوب غربی ایران بود. پایگاه رامیاری این دودمان به گمان بسیار مسجدسلیمان امروزی بوده‌است.
از دوازده پادشاه سیماشکی که نام آنان در پهرست شاهان شوش یادشده، نام ۹ نفر در بنمایه‌های دیگر آمده‌است. در آغاز این دوران، میان‌رودانی‌ها پی‌درپی به فلات ایران یورش می‌کنند؛ به‌نگر می‌رسد که انگیزۀ بنیادین این یورش‌ها، سیماشکی، موطن پادشاهان ایلامی باشد که در کرانهٔ کرمان امروزی جا داشته‌است؛ ولی یورش‌ها جسته گریخته پیروز بوده‌اند. در میان این لشگرکشی‌ها دوره‌هایی از سازش بوده که با همسرگیری میان خانواده‌های پادشاهی همراه بوده‌است. برای نمونه، شو سین، پادشاه اور، یکی از دخترانش را به زناشویی شاهزادهٔ انشان درآورد، ولی سپس کمینه دوبار به کنارۀ جنوب شرقی دریای کَسپین یورش کرد.
به‌نگر می‌رسد که میان‌رودانی‌ها برای به‌دست‌آوردن ماده‌های خام بایستی، گاه به روش‌های سازش‌آمیز و گاه به زور دست به‌دامن می‌شدند. ولی نیروی میان‌رودانی‌ها رو به ناپدیدی بود. ایبی سین، واپسین پادشاه دودمان اور (۲۰۲۸ تا ۲۰۰۴ پیش از میلاد)، نمی‌توانست به زیربنای گسترۀ ایلام فروروی کند و کارگزار او، ایر ناننا، دیگر بر بخش بزرگ شرق فرمانروایی چیرگی نداشت و تنها بر سرزمین‌های راستای شمال غربی به جنوب شرقی از آربلا به بشیمه در کنارۀ شمالی شاخابه پارس چیرگی داشت. در سال ۲۰۰۴ پیش از میلاد، ایلامی‌ها با سوزیانا یک‌پارچه شدند و به رهبری کینداتو، ششمین پادشاه سیماشکی، اور را به‌دسن آوردند و ایبی سین را همچون زندانی به ایلام بردند.

## نگارخانه

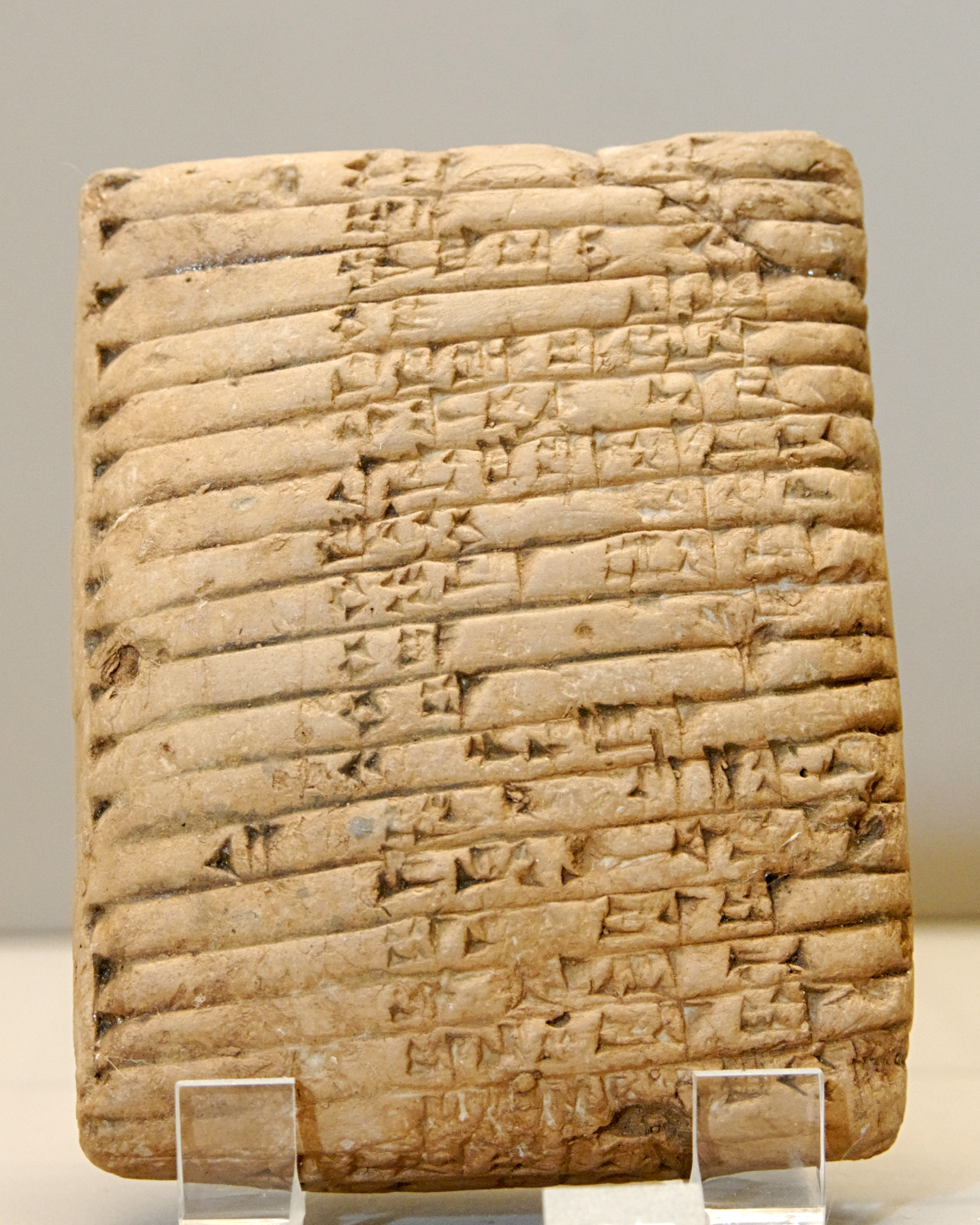
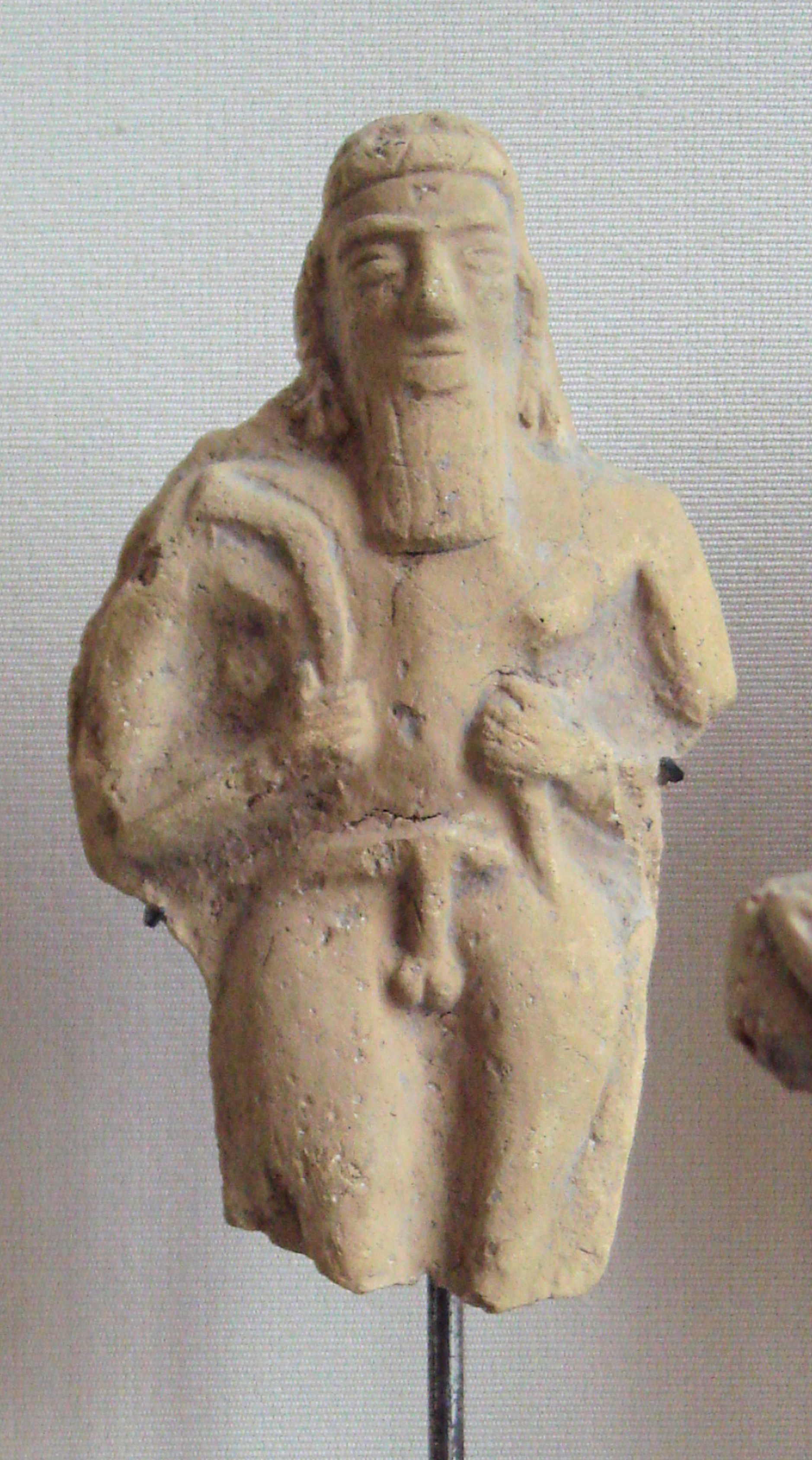
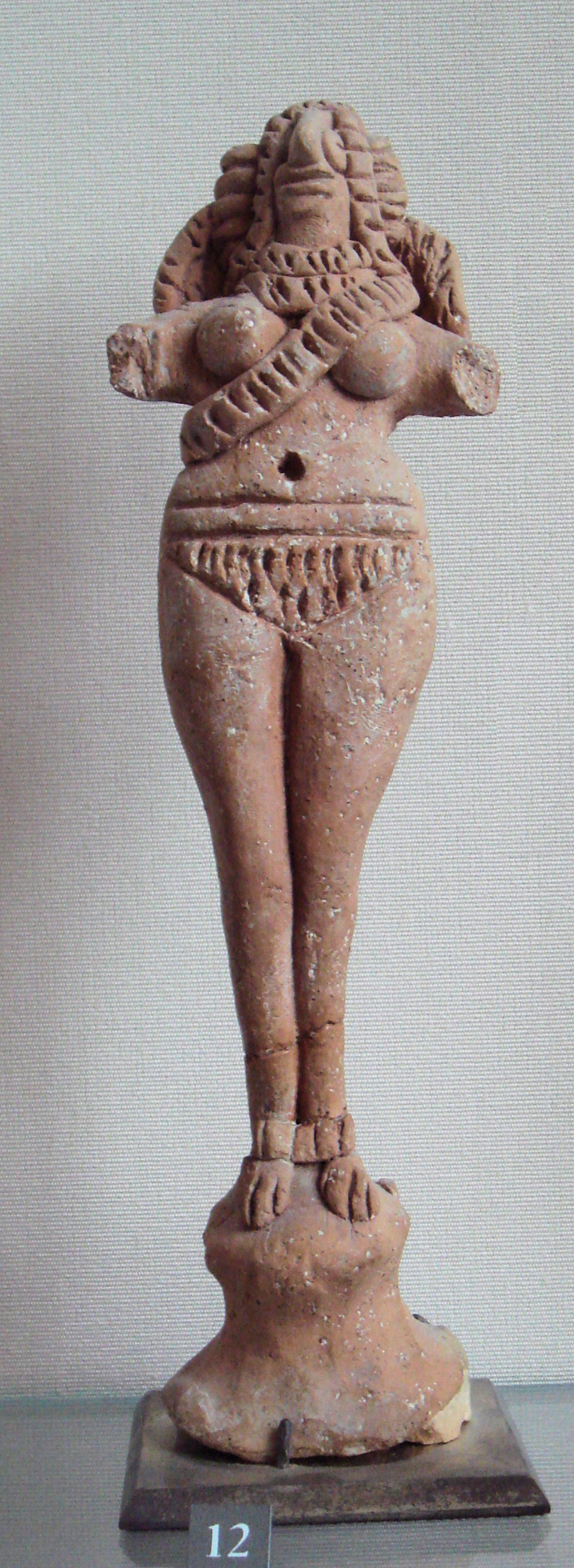
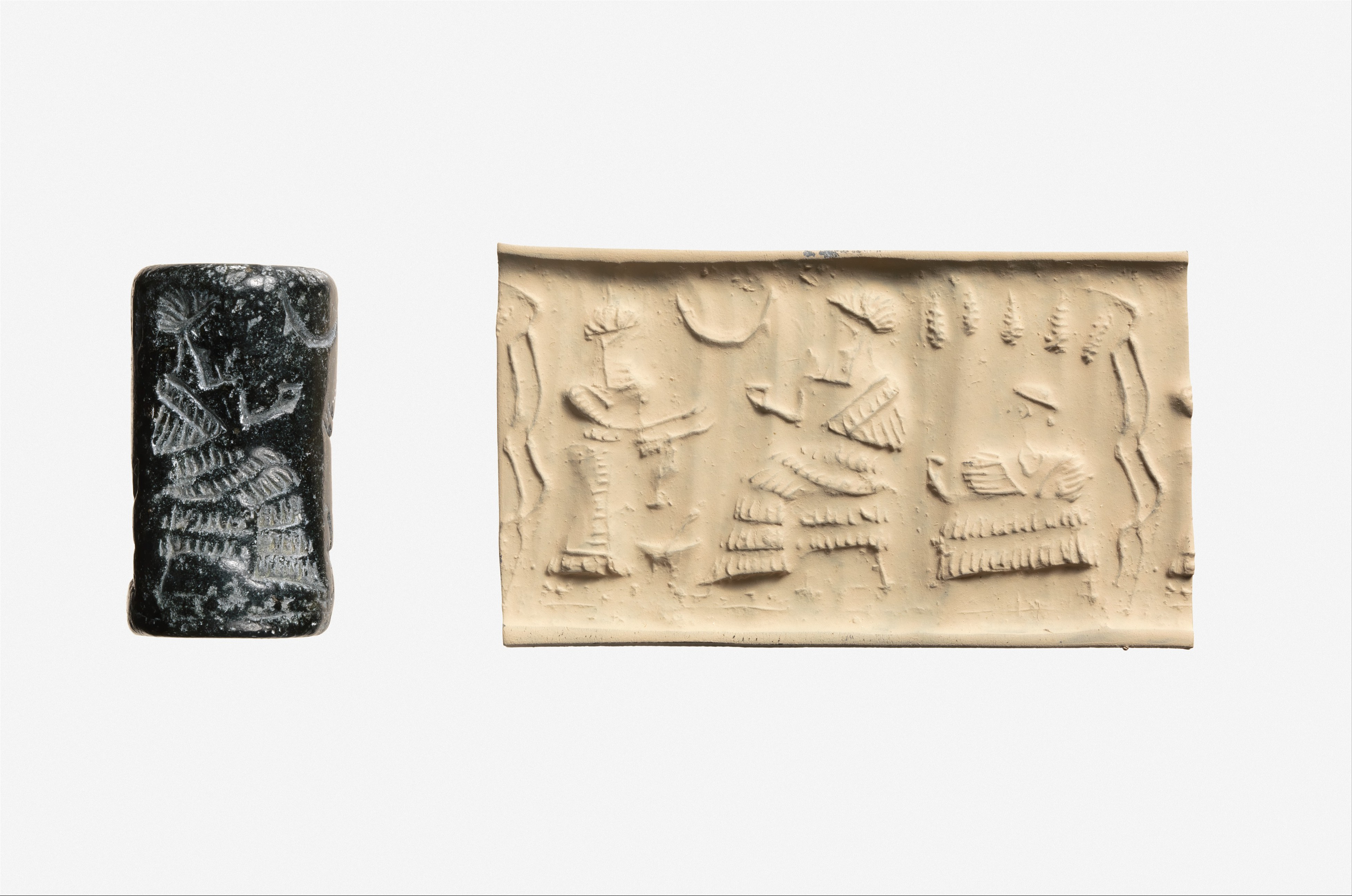